# Impatiens macrosepala
Impatiens macrosepala är en balsaminväxtart som beskrevs av Joseph Dalton Hooker. Impatiens macrosepala ingår i släktet balsaminer, och familjen balsaminväxter. Inga underarter finns listade i Catalogue of Life.